# (2877) Likhachev
(2877) Likhachev (1969 TR2; 1933 BS; 1952 SC1; 1974 QL1; 1975 WQ1; 1980 TZ12; 1984 HY1) ist ein Asteroid des äußeren Hauptgürtels, der am 8. Oktober 1969 von der russischen (damals: Sowjetunion) Astronomin Ljudmila Iwanowna Tschernych am Krim-Observatorium (Zweigstelle Nautschnyj) auf der Halbinsel Krim (IAU-Code 095) entdeckt wurde. Er gehört zur Themis-Familie, einer Gruppe von Asteroiden, die nach (24) Themis benannt ist.

## Benennung
(2877) Likhachev wurde nach dem russisch-sowjetischen Philologen und Slawisten Dmitri Sergejewitsch Lichatschow (1906–1999) benannt.